# Beleg van Ademuz
Het Beleg van Ademuz is een veldslag die plaatsvond in 1210 in Ademuz. De strijdkrachten van de Kroon van Aragón, gesteund door die van de Tempeliers en de Hospitaalridders, verzetten zich tegen de strijdkrachten van de islamitische Almohaden. De christelijke krachten overwonnen de moslims. Deze strijd was belangrijk omdat de christelijke strijdkrachten door het innemen van het kasteel van Ademuz hun islamitische tegenstanders aanspoorden een groot offensief te lanceren dat zou uitmonden in de Slag bij Las Navas de Tolosa. Dit offensief betekende het einde van de islamitische heerschappij en het begin van de christelijke heerschappij in de provincie Valencia.

## Het gevecht
In 1210 lanceerde het Almohadische Rijk, dat de controle had over de in 1203 veroverde Balearen, een inval in Catalonië onder het bevel van Abul Ula Idris al-Mamun. Als reactie op de inval van de Almohaden in maart 1210, verzamelde koning Peter II van Aragon, die in de stad Monzón was, een leger om de taifa Valencia aan te vallen. Een van de doelstellingen van deze campagne was het kasteel van Ademuz, een van de forten die het verdedigingsnetwerk van de rivier Turia vormden.
Het kasteel van Ademuz dat in handen van Mohammed an-Nasir was werd halverwege 1210 veroverd door Peter II van Aragón met de hulp van de Hospitaalridders en de Tempeliers. Het offensief ging door tot de verovering van het kasteel van Serreilla (Utiel). Het verlies van Ademuz maakte de Almohaden van streek, die een delegatie naar Marrakesh stuurden om versterking van Mohammed an-Nasir af te smeken. Hij organiseerde een expeditie die zou uitmonden in de Slag om Las Navas de Tolosa in 1212, die een einde maakte aan de islamitische suprematie in Al-Andalus.
Het fort van Ademuz werd iets later in 1210 heroverd door de Almohaden tijdens een offensief dat ook Castielfabib heroverde, maar Moya niet bereikte.